# Leslie Silva
Leslie Silva (Schenectady, 21 april 1968) is een Amerikaanse actrice.

## Biografie
Silva werd geboren in Schenectady, maar heeft ook in Connecticut, Iowa en Georgia gewoond. Dit omdat haar vader als kernfysicus werkte.
Silva studeerde in 1989 af met een bachelor of fine arts aan de Universiteit van Connecticut in Storrs. Hierna haalde in 1995 haar master of fine arts aan de Juilliard School in New York.
Silva begon in 1995 met acteren in een off-Broadway theater in Washington D.C., in 1996 begon zij met acteren voor televisie in de televisieserie New York Undercover. Hierna heeft zij in meerdere televisieseries en films gespeeld zoals Providence (1999) en Numb3rs (2007-2010).

## Filmografie

### Films
- 2020 The Sleepless - als Anna
- 2018 Vox Lux - als de styliste
- 2008 Reversion – als Eva
- 2002 Divine Secrets of the Ya-Ya Sisterhood – als jongere Willetta
- 2000 The '70s – als Yolanda
- 1997 Fools Rush In – als behandelaar scheidingspapieren

### Televisieseries
Uitgezonderd eenmalige gastrollen.
- 2023 So Help Me Todd - als Beverly Crest - 3 afl.
- 2019-2022 In the Dark - als Rhonda - 6 afl.
- 2022 Women of the Movement - als Ruby Hurley - 4 afl.
- 2016-2018 Shades of Blue - als Gail Baker - 19 afl.
- 2007-2010 Numb3rs – als M.E. Ridenhour – 9 afl.
- 2003 The Agency – als FBI agente Shelton – 4 afl.
- 2002-2003 Odyssey 5 – als Sarah Forbes – 19 afl.
- 1999 Providence – als dr. Helen Reynolds – 18 afl.
- 1998 Homicide: Life on the Street – als zuster Dyanne Attwood – 2 afl.

- Library of Congress Control Number: no2006126132
- Virtual International Authority File: 56377873
- WorldCat: E39PBJpJd9Gmh6mWfRTbMr9hpP